# Mazda Verisa
Mazda Verisa – subkompaktowy samochód osobowy typu minivan produkowany przez japońską firmę Mazda w latach 2004-2015. Model był dostępny jedynie na rynku japońskim. Do napędu użyto silnika R4 o pojemności 1,5 litra. Moc przenoszona jest na oś przednią lub obie osie poprzez 4-biegową automatyczną skrzynię biegów.

## Dane techniczne
Źródło:

### Silnik
- R4 1,5 l (1498 cm³), 4 zawory na cylinder, DOHC
- Układ zasilania: wtrysk
- Średnica cylindra × skok tłoka: 78,00 mm × 78,40 mm
- Stopień sprężania: b/d
- Moc maksymalna: 113 KM (83 kW) przy 6000 obr./min
- Maksymalny moment obrotowy: 140 N•m przy 4000 obr./min